# Ministerio de Comunicaciones, Infraestructura y Vivienda
El Ministerio de Comunicaciones, Infraestructura y Vivienda de la República de Guatemala (MICIVI) es el encargado de formular las políticas y hacer cumplir el régimen jurídico aplicable al establecimiento, mantenimiento y desarrollo de los sistemas de comunicaciones y transporte del país; al uso y aprovechamiento de las frecuencias radioeléctricas y del espacio aéreo; a la obra pública; a los servicios de información de meteorología, vulcanología, sismología e hidrología; y a la política de vivienda y asentamientos humanos.

## Historia
Las carreteras son la principal vía de comunicación de un país. Para que Guatemala cuente con infraestructura y comunicaciones adecuadas, existe el Ministerio de Comunicaciones, Infraestructura y Vivienda -MICIVI-, institución encargada de planificar y desarrollar sistemas de comunicaciones, infraestructura y transporte del país. El Ministerio de Comunicaciones fue creado el 24 de agosto de 1871, con el nombre de Ministerio de Fomento, por el Decreto No.14. Posteriormente, el 17 de agosto de 1999, el CIV se reglamenta con el acuerdo Gubernativo 520-99, convirtiéndolo en el Ministerio de Comunicaciones, Infraestructura y Vivienda.
Durante más de un centenar de años el Ministerio de Comunicaciones ha llevado desarrollo a diferentes regiones; Guatemala cuenta hoy en día con más de 1,340 puentes a nivel nacional en rutas principales y otras red de puente municipales no registrada; más de 6 mil 500 kilómetros de carreteras asfaltadas; más de 6 mil servicios de telefonía rural a través de FONDETEL; anualmente se otorgan más de 100 mil soluciones habitacionales.
El país pronto contará con un moderno sistema aeroportuario que contribuirá al desarrollo económico y turístico del país. La modernización de los aeropuertos internacionales La Aurora y Mundo Maya, en Petén; así como 2 más en Quetzaltenango y San José y 3 terminales aéreas en San Marcos, Huehuetenango y Coatepeque. Además el Ministerio de Comunicaciones vela por la seguridad vial en carreteras, por lo que se cuenta con más de 200 brigadistas de Provial para operativos de control y apoyo, asimismo, la Dirección General de Transportes regula los servicios de transporte extra-urbano a nivel nacional. La puesta en marcha de proyectos importantes para el país como: en la ampliación a 4 carriles de Tecpán -Los encuentros-Nahualá-Cuatro Caminos, con una longitud de 99 Kilómetros, al igual que la autopista Guatemala el Rancho de 32 kilómetros de longitud, el cual se realiza con el apoyo del Gobierno de Taiwán, así mismo se trabaja en el estudio y diseño de la Franja Transversal del Norte, el Anillo Metropolitano y en la ejecución, mantenimiento de otros proyectos visionarios, por último el CIV tiene en funcionamiento el Control de Pesos y Dimensiones de Vehículos Automotores, del Acuerdo Gubernativo Reglamento 379-2010, a través de la Dirección General de Caminos, Departamento de Ingeniería de Tránsito, el objetivo proteger todos los corredores carreteros de primer y segundo orden, estructuras de la red puentes en todo el territorio nacional, creando una competencia leal en el sector transporte de carga en general, asesorando a todas las empresas de carga nacional e internacional que se movilizan en territorio nacional, próximamente estarán habilitadas una red de 14 básculas o estaciones de Control de Pesos y Dimensiones, se expide un promedio de 3,230 permisos al año de cargas especiales con mayores dimensiones o peso con equipo especializado, protegiendo el patrimonio nacional en servicio de todos los usurarios del país y del área Centroamericana y que dará sostenibilidad a todo el transporte terrestre en general y que apuestan al desarrollo del país.
Asimismo el MICIVI tiene a su cargo la construcción y remodelación de la infraestructura de edificios educativos, gubernamentales y actualmente trabaja en la construcción de la Cárcel de Máxima Seguridad "El Infiernito". A lo largo de estos 153 años, la infraestructura vial, edificios y viviendas de Guatemala se han visto amenazadas por desastres naturales, como el terremoto de 1976, el huracán Mitch en el 2002, la tormenta tropical Stan en el 2006, y la erupción del volcán de fuego en 2018; este último puso de manifiesto nuestra entrega y espíritu de servicio en la restauración de la viabilidad del país en tan sólo 72 horas.Todo esto posible gracias a miles de guatemaltecos y guatemaltecas que han entregado su experiencia y amor por Guatemala para construir una gran nación.

## Misión
Ser el ente rector que direcciona, reglamenta y representa en el ámbito nacional a los sectores de comunicaciones, infraestructura y vivienda; ejecutando políticas y estrategias para integrar al país con servicios acorde al desarrollo social y económico de la nación, contribuyendo a mejorar la competitividad a través del ejercicio de una administración y control eficientes.

## Visión
Ser una entidad modelo de la gestión pública, rectora del desarrollo de la infraestructura del Estado, ejerciendo un acompañamiento efectivo en el desarrollo de los sectores de comunicaciones, infraestructura y vivienda, como soportes del crecimiento de la economía nacional; además de ser un eje del desarrollo integral de los guatemaltecos a través de la promoción y facilitación para el acceso universal a la tecnología de la información, las comunicaciones y vivienda.

## Organización
El Ministerio de Comunicaciones, Infraestructura y Vivienda de la República de Guatemala se conforma por:
Despacho Superior Y Vicedespachos:
- Ministro de Comunicaciones, Infraestructura y Vivienda
  - Viceministro De Infraestructura
  - Viceministro De Comunicaciones
  - Viceministro De Desarrollo Urbano y Vivienda
  - Viceministro Administrativo Financiero
  - Viceministro De Trasportes
  - Viceministro De Edificios Estatales y Obra Pública

## Competencias
Al CIV le corresponde la formulación de políticas y hacer cumplir el régimen jurídico aplicable al establecimiento, mantenimiento y desarrollo de los sistemas de comunicaciones y transporte del país; al uso y aprovechamiento de las frecuencias radioeléctricas y el espacio aéreo; a la obra pública; a los servicios de información de meteorología, vulcanología, sismología e hidrología; y a la política de vivienda y asentamientos humanos.
Asimismo, elabora las estrategias para integrar al país con servicios acorde al desarrollo social y económico de la nación, contribuyendo a mejorar la competitividad a través del ejercicio de una administración y control eficientes.

## Funciones
Dentro de las funciones establecidas en el artículo 30 de la Ley del Organismo Ejecutivo, se encuentran las siguientes: reglas
a) Administrar en forma descentralizada y subsidiaria o contratar la provisión de los servicios de diseño, construcción, rehabilitación, mantenimiento y supervisión de las obras públicas e infraestructura a su cargo.
b) Proponer al Organismo Ejecutivo las normas técnicas relativas a las obras públicas, para lo cual deberá coordinarse con los otros Ministerios correspondientes.
c) Financiar subsidiariamente el diseño, construcción, rehabilitación y mantenimiento de las obras públicas.
d) Crear y participar en la administración o contratación de los mecanismos financieros para la construcción, rehabilitación y mantenimiento de las obras públicas.
e) Proponer para su aprobación y ejecutar los instrumentos normativos de los sistemas de transporte terrestre, fluvial, marítimo y aéreo, así como de las frecuencias radiales y televisivas, de telecomunicaciones, correos y telégrafos, velando por su pronta, estricta y eficiente aplicación.
f) Administrar descentralizadamente lo relativo al aprovechamiento y explotación del espectro radioelectrónico.
g) Velar por que se presten en forma descentralizada los servicios de información de meteorología, vulcanología, sismología e hidrología. 
h) Administrar la contratación, concesión y otras formas descentralizadas de prestación de los servicios públicos a su cargo y supervisar su ejecución.
i) Ejercer la autoridad portuaria y aeroportuaria nacional.
j) Ejercer la rectoría del sector público a cargo de la ejecución del régimen jurídico relativo a la vivienda y asentamientos humanos, y administrar en forma descentralizada los mecanismos financieros del sector público para propiciar el desarrollo habitacional del país.
k) Formular la política nacional de vivienda y asentamientos humanos y evaluar y supervisar su ejecución, dentro del marco de las leyes aplicables.
l) Coordinar las acciones de las instituciones públicas que desarrollen programas y proyectos de vivienda y asentamientos humanos.